# Laudato si’ (Oratorium)

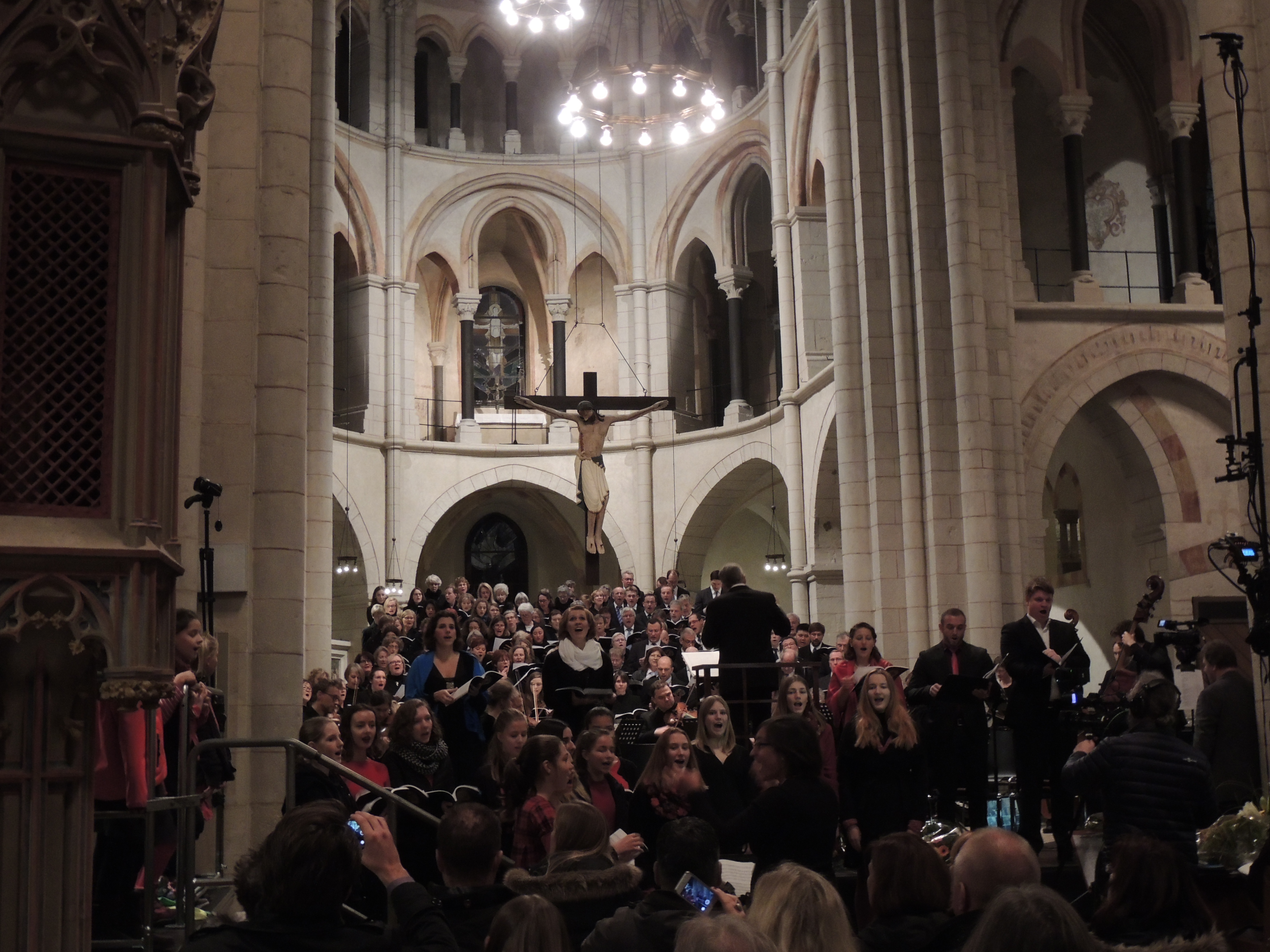
Uraufführung am 6. November 2016 im Limburger Dom, geleitet von dem Komponisten Peter Reulein

Laudato si’ ist der Titel eines Oratoriums, komponiert von dem Kirchenmusiker Peter Reulein auf ein Libretto von Pater Helmut Schlegel OFM. Es wurde am 6. November 2016 im Hohen Dom zu Limburg in Limburg an der Lahn uraufgeführt. Am 29. Januar 2017 wurde der gleichnamige Konzertfilm auf DVD erstmals verkauft.

## Entstehung
Im Frühjahr 2015 entstanden im Referat Kirchenmusik (RKM) des Bistums Limburg erste Pläne zum 50-jährigen Jubiläum dieses Referates im Jahr 2016. Die Entscheidung fiel zugunsten einer Auftragskomposition in Form eines Oratoriums, das auch zu anderen Anlässen aufgeführt werden sollte. Die Vielfalt der Kirchenmusik im Bistum sollte durch unterschiedliche Musikgruppen dargestellt werden. Texte und Aussagen von Papst Franziskus waren als Grundlage vorgesehen. Das Magnificat sollte mit seinen beiden neuesten Enzykliken verbunden werden. Für das Schreiben des Librettos wurde der Franziskaner Helmut Schlegel, Texter von Neuen Geistlichen Liedern, verpflichtet. Dadurch kamen Franz von Assisi und Klara von Assisi als handelnde Personen ins Spiel. Da das Jubiläum in das Heilige Jahr der Barmherzigkeit fiel, kam auch dessen Leitgedanke hinzu. Peter Reulein erhielt den Auftrag, zu dem Libretto Schlegels die Musik zu komponieren. Als Logo entwarf die Grafikerin Dorothea Lindenberg eine Darstellung, die mit den Elementen des Sonnengesangs von Franz von Assisi spielt. Das Oratorium Laudato si’ – Ein franziskanisches Magnificat ist auf dem Hintergrund des religiösen und gesellschaftlichen Kontextes des Jahres 2015 entstanden. Es wurde 2016 im Dehm-Verlag veröffentlicht.

## Text

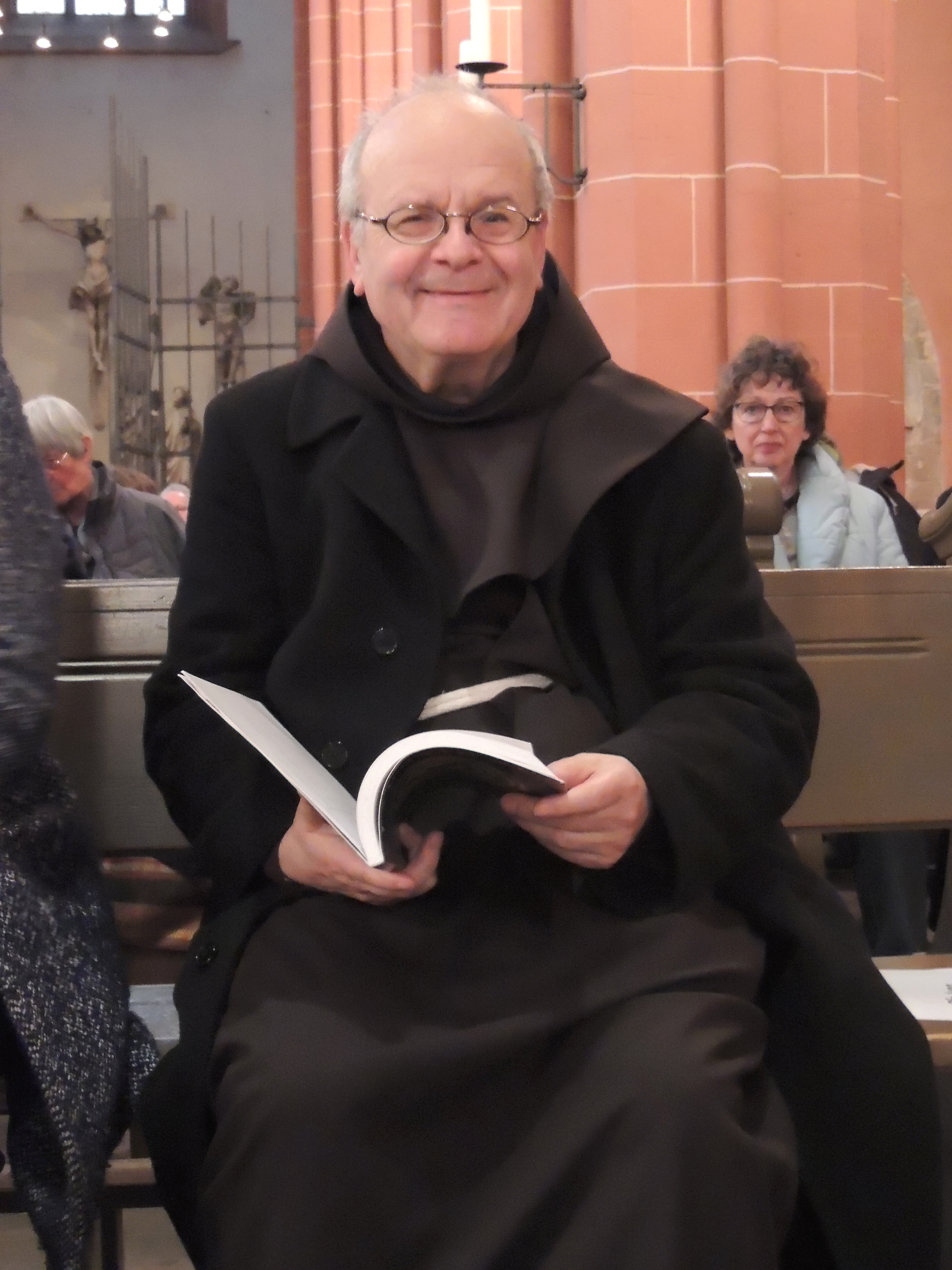
Helmut Schlegel (2017)

Das Werk ist in einen Prolog und fünf Bilder gegliedert und basiert im Text auf dem Magnificat der Maria aus dem Evangelium nach Lukas in Latein (Lk 1,46–55 ), das im Mittelpunkt des Werkes steht. Maria wird als eine starke Frau mit tiefem Glauben und erfrischender Menschlichkeit dargestellt. Das Magnificat fordert ein „Mehr“ an Gerechtigkeit, Solidarität und Freiheit.
Zwischen die einzelnen Verse des Magnificats sind verschiedene Handlungsstränge eingebaut, wie Stationen aus dem Leben Marias (u. a. Verkündigungsszene, der „Gute Rat“ bei der Hochzeit zu Kana), paraphrasierte Aussagen von Papst Franziskus aus den beiden Enzykliken mit den Namen Evangelii gaudium (2013) und Laudato si’ (2015) sowie Aussagen von Franz von Assisi, die von ihm und von Klara von Assisi wiedergegeben werden.
Das Oratorium beinhaltet verschiedene Texte von Franz von Assisi, in dessen Sonnengesang die einzelnen Strophen mit „Laudato si’“ beginnen, und von Papst Franziskus aus den oben genannten beiden Enzykliken. Das Motto des Heiligen Jahres der Barmherzigkeit spielt eine zentrale Rolle in dem Oratorium. Papst Franziskus hat damit die Grundanlagen des Magnificat aufgenommen und zentrale Fragen der Menschheit in das Zentrum der christlichen Botschaft gestellt. Dazu gehören insbesondere Gerechtigkeit, Frieden und die Bewahrung der Schöpfung.
Die genannten Prosatexte wurden von Helmut Schlegel in rhythmische Lyrik übertragen. Klara von Assisi kommt zu Wort, da Franziskus ohne Klara nicht denkbar gewesen wäre und das Magnificat eben das Lied einer Frau ist. Zu den Menschen, deren Erniedrigung in erster Linie Jesus und in seiner Nachfolge der Evangelist Lukas entgegenwirkten, gehörten insbesondere die Frauen. Der Anbruch des „Reiches Gottes“ widerspricht einer Über- oder Unterordnung in den Geschlechterrollen. Zudem bildet die Barmherzigkeit die Grundlage der Botschaft der Bibel und aller anderen religiösen Suchbewegungen der Menschheit. Das Oratorium will dazu einladen, in Jesus das Gesicht Gottes zu suchen und in den Gesichtern aller Lebewesen das Gesicht von Jesus zu erkennen und zu ehren.

## Musik

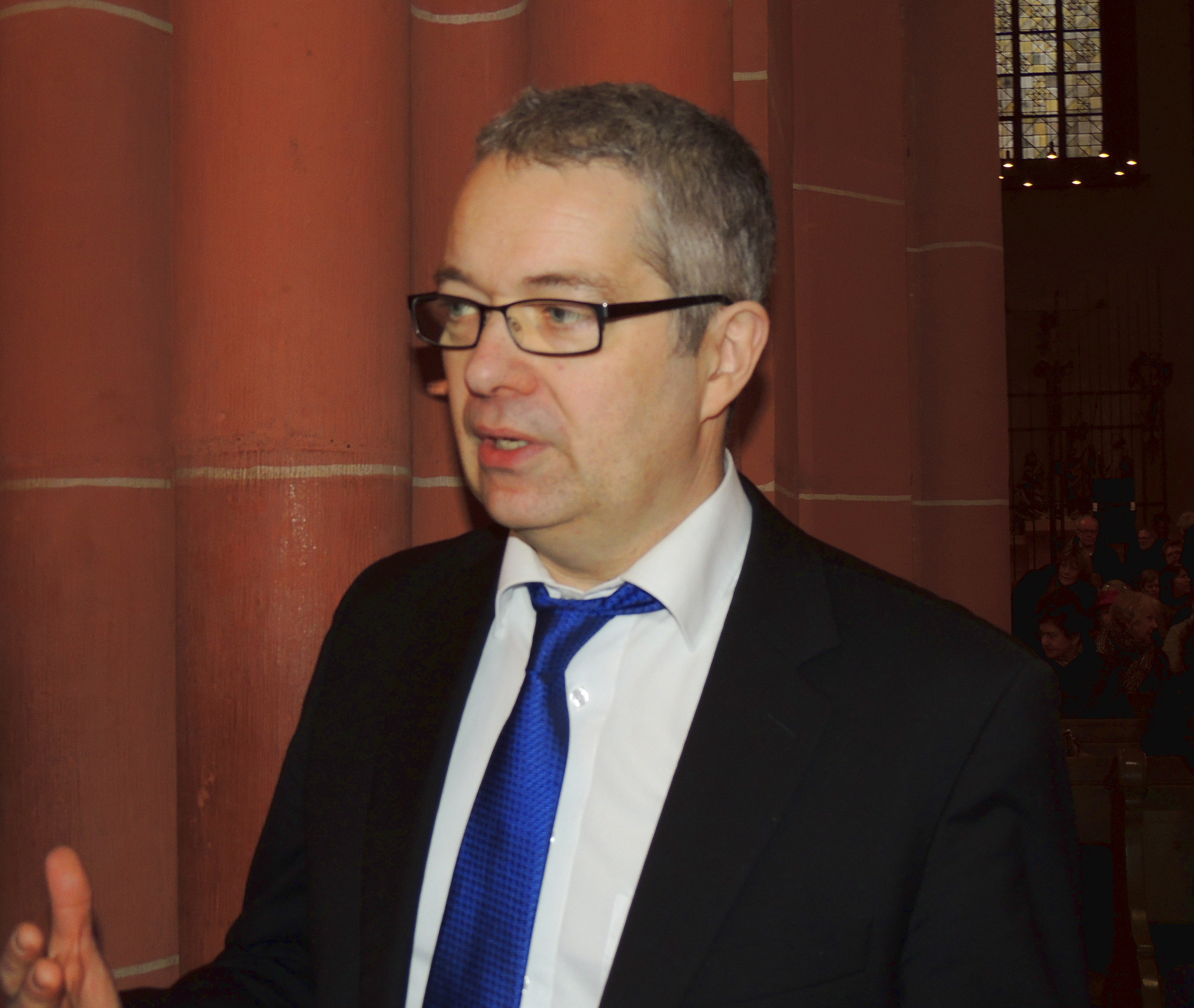
Peter Reulein (2017)

Mit einem vier- bis achtstimmigen Chor, einem Kinder- und Jugendchor, einer Choralschola, Orgel, einem Orchester, einem Sprecher und fünf Gesangssolisten wird ein weites Spektrum kirchenmusikalischer Formen dargestellt. Das Werk hat größtenteils den Charakter eines freudigen Musikfestivals. In den Rezitativ-artigen Teilen finden sich Klänge aus den Genres Filmmusik und Musiktheater. Ein Sprecher erläutert in freien Worten das jeweils folgende Bild. Die Orgel setzt in dem Oratorium Akzente mit Anklängen an Kompositionen von Olivier Messiaen, Jehan Alain, Max Reger und Sigfrid Karg-Elert. Eine kurze Orgel-Passage im Stil einer Hammond-Orgel stellt eine Hommage an den Jazz dar.
Prolog: Erfüllt ist die Zeit

Im Prolog kommen bei der Erscheinung des Engels Tuned Glasses zum Einsatz.
1. Bild: Die Schöpfung tanzt – die Schöpfung klagt

Im ersten Bild stellt Franz von Assisi (Tenorsolo) das Thema Laudato si’ vor. Er wird dabei von einer Blockflöte und Pizzicato-Streichern begleitet. Die Herkunft von Papst Franziskus aus Argentinien war der Grund für die Verwendung von Musik im Stil des Tango Argentino. Außerdem ist erstmals die Choralschola zu hören.
2. Bild: Gottes Neubeginn

Im zweiten Bild besteht der Höhepunkt aus dem Jubilus der Maria. Dabei tritt erstmals das Thema des Magnificats auf, das anschließend vom Chor aufgenommen wird. Das Bild endet mit dem Lied Glauben können wie du von Helmut Schlegel (Text) und Joachim Raabe (Musik) von 2009 aus dem deutschsprachigen katholischen Gesangbuch Gotteslob (GL/LM 885).
3. Bild: Er gab dir Atem, gab dir Würde

Das dritte Bild beginnt mit einer Musical-ähnlichen Darstellung der Hochzeit zu Kana und endet mit Klezmermusik.
4. Bild: Das Leben feiert Aufstand

Das vierte Bild beginnt mit einem Pauken-Solo und Tubaklängen in der Kreuzigungsszene auf dem Berg Golgatha und dem Gesang der Choralschola. Papst Franziskus schlägt in einem dramatischen Rezitativ eine Brücke zum Leid der Gegenwart, wie Armut, Prostitution, Flucht und Vertreibung. Danach folgt ein Duett von Franz und Klara, bei dem Harfe, Flöte und subtile Streicherklänge eine intime Atmosphäre schaffen. Kinderstimmen tragen im Anschluss ein österliches Halleluja als afrikanisches Call and Response vor.
5. Bild: Ein jeder Augenblick ist Anfang

Das fünfte und letzte Bild beginnt wie das erste mit einem zuversichtlichen Tango mit Papst Franziskus, Franz und Klara im Terzett. Den Abschluss bildet eine Doxologie, mit dem fanfarenartigen Magnificat-Thema. In dem Schluss-Hymnus ist das Publikum aufgefordert, in den Kosmos der Schöpfung einzustimmen. Den endgültigen Abschluss des Werkes bildet eine Doppelfuge (Amen/Halleluja), die in einem finalen Jubel endet.

## Aufführungen

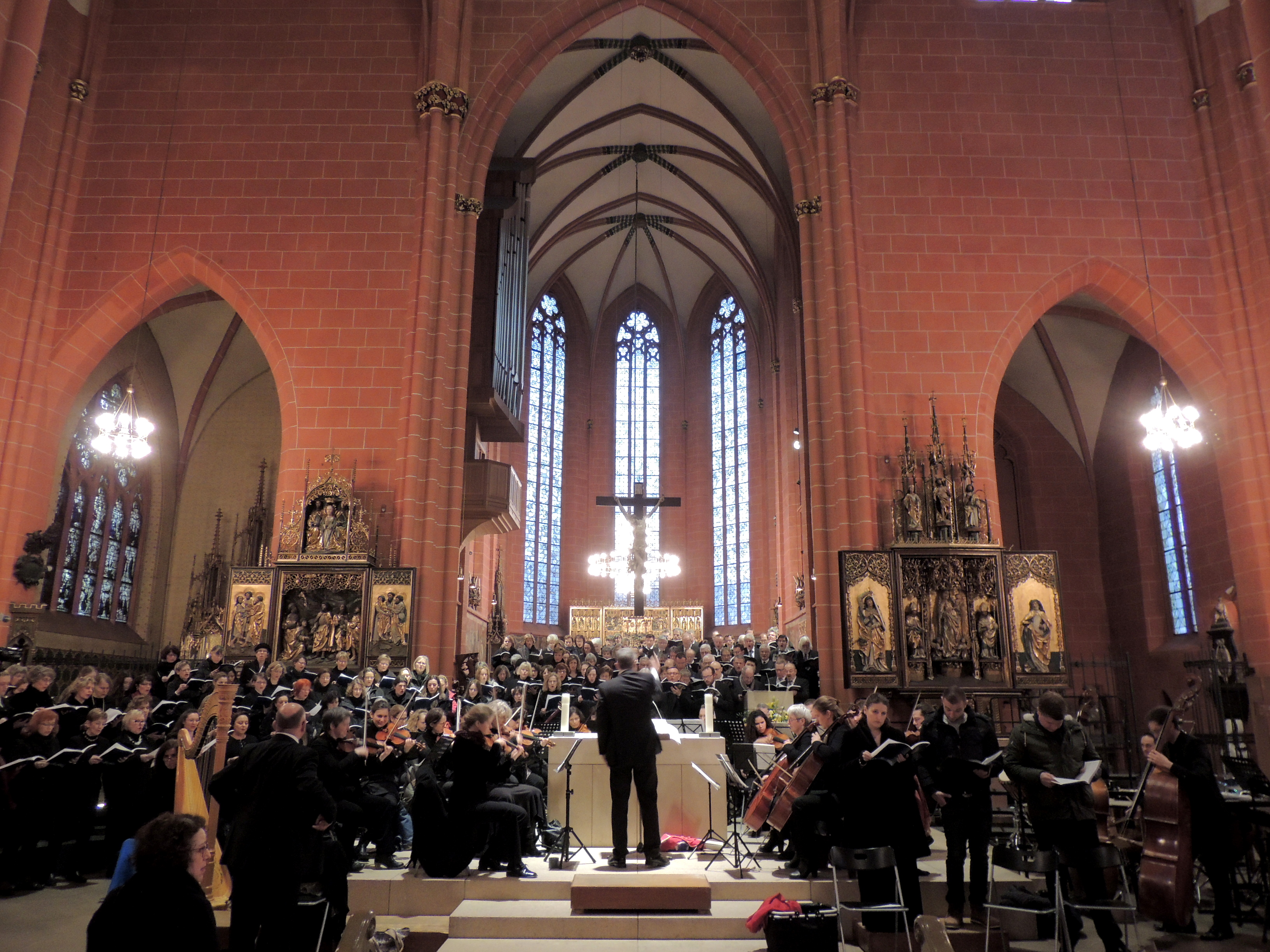
Vorbereitungen zur Aufführung am 29. Januar 2017 im Frankfurter Dom

Die Uraufführung des Oratoriums fand im Rahmen der Feier zum 50-jährigen Bestehen des Referates Kirchenmusik des Bistums Limburg unter der Gesamtleitung von Peter Reulein am 6. November 2016 im Limburger Dom statt. Eine weitere Aufführung des Oratoriums fand am 29. Januar 2017 im Kaiserdom St. Bartholomäus in Frankfurt am Main statt.  Weitere Termine sind derzeit offen.

## DVD-Veröffentlichung
Am 29. Januar 2017 wurde erstmals der Konzertfilm auf DVD verkauft. Die Aufnahmen zu dem Film entstand während der Uraufführung des Oratoriums am 6. November 2016 im Limburger Dom. Im Gegensatz zu der Veröffentlichung von Teilen der Aufführung auf YouTube verwendet der von dem Tonstudio Ölmuhle hergestellte zweistündige Konzertfilm  im Breitbildformat Einstellungen aus verschiedenen Perspektiven mit Nahaufnahmen der Sänger und Musiker.

## Kritiken
Bischof Georg Bätzing bezog sich in seinen spontanen Dankesworten am Ende der Uraufführung auf den Begriff „Klangraum des Gebets“, den der Textautor Helmut Schlegel für das Oratorium fand. Er fügte hinzu, dass er bei Gelegenheit Papst Franziskus ausrichten wolle, wie gut er in Limburg vertreten wurde.

## Besetzung
Gesamtleitung: Peter Reulein

### Instrumente
(mit der Besetzung von Orchester und Orgel der Aufführung am 6. November 2016 und 29. Januar 2017)
| Instrument       | Details                                                                                                 | Besetzung         |
| ---------------- | --- | ----------------- |
| Flöte            | | Ensemble Colorito |
| Sopranblockflöte | | Ensemble Colorito |
| Oboe             | | Ensemble Colorito |
| Klarinette       | B | Ensemble Colorito |
| Fagott           | | Ensemble Colorito |
| 2 Trompeten      | B | Ensemble Colorito |
| 2 Hörner         | F | Ensemble Colorito |
| Posaune          | | Ensemble Colorito |
| Tuba             | | Ensemble Colorito |
| Pauke            | | Ensemble Colorito |
| Percussion       | Tamburin, kl. Trommel, susp. Cymbal, Triangel, Windchimes, tuned Glasses, Marimba, Djembé, Glockenspiel | Ensemble Colorito |
| Harfe            | | Ensemble Colorito |
| Streicher        | | Ensemble Colorito |
| Konzertmeisterin | | Donata Wilken     |
| Orgel            | Domorgel Limburger Dom (6. November 2016) Domorgel Dom Frankfurt (29. Januar 2017)                      | Johannes Schröder |

### Gesang
(mit der Besetzung der Aufführung am 6. November 2016)
Solisten:
| Person                | Stimmlage    | Solist                             |
| --------------------- | ------------ | ---------------------------------- |
| Maria                 | Sopran       | Marina Herrmann                    |
| Engel                 | Sopran       | Janina Moeller                     |
| Klara von Assisi      | Mezzosopran  | Anna Metzen                        |
| Franziskus von Assisi | Tenor        | André Khamasmie                    |
| Papst Franziskus      | Bariton      | Johannes Hill                      |
| Sprecher              | Männerstimme | Br. Christopherus Goedereis OFMCap |

Chöre:
| Art          | Stimmlage                   | Interpret                                                                             |
| ------------ | --------------------------- | ------------------------------------------------------------------------------------- |
| Chor         | Sopran, Alt, Tenor, Bariton | St. Martin und Martinis, Idstein                                                      |
| Chor         | Sopran, Alt, Tenor, Bariton | Vocalensemble und Cappuccinis, Frankfurt-Liebfrauen                                   |
| Kinderchor   | Sopran, Alt                 | Kinder- und Jugendchor Maria Rosenkranz, Frankfurt-Seckbach, Ltg. Karin Mayle-Polivka |
| Choralschola | Männerstimmen               | Ltg. Franz Fink                                                                       |

Choreinstudierung: Franz Fink, Andreas Großmann, Peter Reulein